# Кахоль-лаван
Кахоль-лаван (ивр. כחול לבן‎ Кахоль Лаван, Синий-белый; полное название: ивр. "כחול לבן בראשות בני גנץ ויאיר לפיד"‎ — «Кахоль-лаван во главе с Бени Ганцем и Яиром Лапидом») — политический альянс в Израиле. Он был создан для участия в выборах в Кнессет в 2019 году партиями Хосен ле-Исраэль (Партией устойчивости Израиля), Еш Атид и Телем.
Альянс возглавляют Бенни Ганц и Яир Лапид. Если эта фракция будет формировать правительство, то Ганц будет премьер-министром до ноября 2021 года, а Лапид — министром иностранных дел с лидером Телем Моше Яалоном (третий номер в партийном списке) в качестве министра обороны. После этого премьер-министром будет Лапид, а Ганц — министром обороны. За ними в списке идут Габи Ашкенази, глава Гистадрута Ави Ниссенкорн, Меир Коэн, Мики Хаймович, Офер Шелах, Йоаз Хендель и Орна Барбивай.

## История

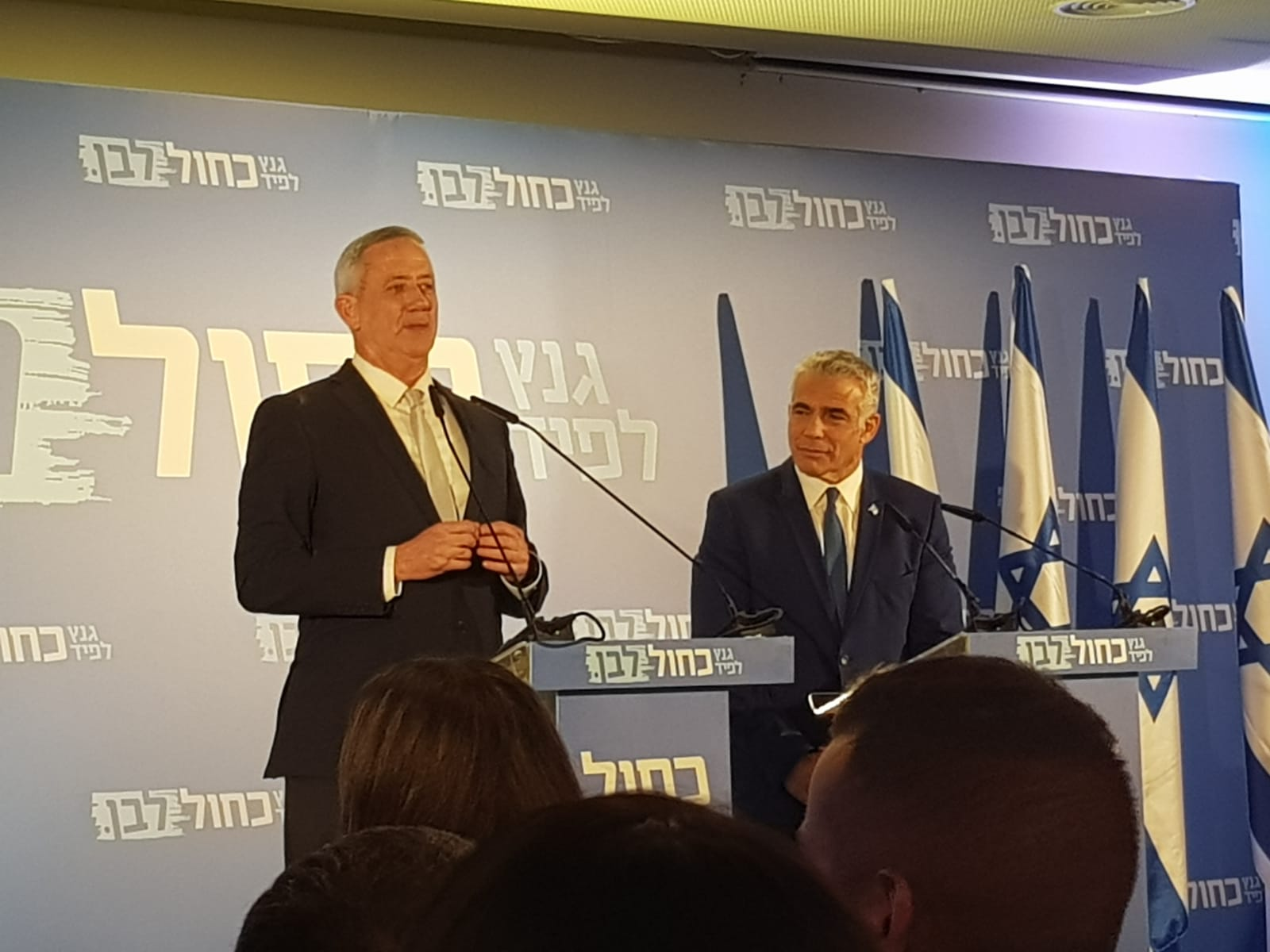
Бенни Ганц и Яир Лапид

### Израильская партия устойчивости (Хосен ле-Исраэль)
16 февраля 2015 года Ганц завершил службу в должности начальника штаба, и 2 июля 2018 года истёк трёхлетний юридический мораторий, во время которого он не мог баллотироваться в Кнессет. В сентябре 2018 года стало известно, что Ганц планирует заняться политикой.
26 декабря 2018 года 20-й Кнессет проголосовал за роспуск и проведение досрочных выборов. Днём позже, 27 декабря, после того как 109 человек подписали список учредителей, партия была официально зарегистрирована под названием Хосен ле-Исраэль.

### Телем
В мае 2016 года Моше Яалон подал в отставку с поста министра обороны, на фоне слухов о том, что Биньямин Нетаньяху собирается уволить его. 12 марта 2017 года Яалон официально отказался от членства в Ликуде, объявив, что он сформирует новую партию, чтобы бросить вызов Нетаньяху на следующих выборах.
Яалон зарегистрировал Телем 2 января 2019 года. 29 января 2019 года Телем объявил о союзе с Хосен ле-Исраэль.

### Еш Атид
Еш Атид был основан Яиром Лапидом в 2012 году на центристской платформе . В 2013 году он занял второе место на всеобщих выборах, завоевав 19 мест . Затем он вступил в коалицию с «Ликудом» Биньямина Нетаньяху .
В преддверии выборов 2015 года кампания Лапида продолжала подчёркивать экономические проблемы, в то же время подвергая резкой критике Нетаньяху и его партию Ликуд. Получив 11 мест, они заняли четвёртое место и остались в оппозиции.

### Слияние
21 февраля 2019 года, в последний день представления списков избирателей в Кнессет, Еш-Атид и Израиль, «Хосен ле-Исраэль» объявили, что они сформируют блок для предстоящих выборов. Габи Ашкенази, также бывший начальник штаба, присоединится к списку на четвёртом месте.
25 февраля 2019 года Лапид заявил, что партия желает внести поправки в законопроект о национальном государстве, намереваясь добавить статью о гражданском равенстве Партийная платформа Кахоль-Лаван была опубликована 6 марта 2019 года.

## Состав
| название         | идеология               | Позиция                   | лидер         | Слоты в совместном списке | Текущие МК |
| ---------------- | ----------------------- | ------------------------- | ------------- | ------------------------- | ---------- |
| Хосен ле-Исраэль | Социальный либерализм   | Слева от центра до центра | Бенни Ганц    | 12 из 30                  | 0 из 120   |
| Еш Атид          | Либерализм              | Центр                     | Яир Лапид     | 13 из 30                  | 11 из 120  |
| Телем            | Национальный либерализм | Правоцентристская         | Моше Яалон    | 4 из 30                   | 0 из 120   |
| Независимые      | -                       | -                         | Габи Ашкенази | 1 из 30                   | 0 из 120   |

## Платформа
«Кахоль-лаван» обнародовал свою предвыборную программу 6 марта. Она включает 24 пункта, большинство из которых посвящены социально-экономическим вопросам. В сфере политики и безопасности альянс предлагает организовать региональную конференцию с арабскими государствами, чтобы «углубить процесс отделения от палестинцев, одновременно бескомпромиссно поддерживая интересы безопасности государства и свободу действий ЦАХАЛа».

### Безопасность
1. Прекращение платежей ХАМАСу.
2. Противодействие Ирану.
3. Возвращение к сохранению секретности оперативных действий израильских сил безопасности за пределами страны.
4. Не будет второго одностороннего размежевания.
5. Государственные решения исторического значения должны быть вынесены на референдум или на голосование в Кнессете, для принятия необходимо минимум две трети голосов.
6. Проведение региональной конференции с участием арабских стран, заинтересованных в стабильности на Ближнем Востоке.
7. Oтделениe от палестинцев при двух базовых условиях: только при сохранении интересов безопасности государства и только при наличии гарантии возможности полной свободы действий ЦАХАЛа.
8. Сохранение еврейского большинства в Израиле и поддержание еврейского характера государства; усиление поселенческих анклавов.
9. Иорданская граница останется восточной «границей безопасности».
10. Иерусалим — единая и неделимая столица Израиля.

### Религия и государство
1. Суббота останется особым выходным; городские и региональные органы управления, по усмотрению, могут разрешить работу общественного транспорта по субботам.
2. Отменa запретa на работу магазинов по субботам.
3. Закон о всеобщем армейском призыве.
4. Закон о еврейском характере государства: введение пункта о равноправии в этот основной закон.

### Соцобеспечение и трудовая деятельность
1. Увеличение пособия по старости.
2. Увеличение социальной надбавки для пожилых людей и её привязка к росту средней заработной платы в стране.
3. Изменение закона о Битуах Леуми, чтобы создать стимул для пожилых людей продолжать трудовую деятельность после наступления пенсионного возраста.
4. Изменение закона о снижении пособия по старости, в случае если пожилой человек зарабатывает более 5646 шекелей в месяц.
5. Скидка для пожилых при пользовании общественным транспортом — от 50 % и вплоть до бесплатного проезда.
6. Решение проблем беженцев Катастрофы, которые репатриировались в Израиль после 1953 года.
7. Увеличение числа дневных центров терапии для пожилых людей.
8. Пенсионные выплаты для репатриантов, которым полагаются пенсии в странах исхода.
9. Репатрианты — приоритетная группа населения при получении социального жилья.

### Гражданские права
1. Доступный гиюр для репатриантов, не признанных евреями по Галахе,
2. Облегчение подтверждения квалификации для врачей-репатриантов, получивших учёную степень за границей,
3. Возможность гражданских захоронений,
4. Гражданские браки